# Cicin
Cicin − dawniej dwie osady Cicin I i Cicin II. Obecnie część wsi Bajby na Białorusi, w obwodzie grodzieńskim, w rejonie smorgońskim, w sielsowiecie Zalesie.

## Historia
W czasach zaborów folwark, osada i dwa futory w gminie Smorgonie, w powiecie oszmiańskim, w guberni wileńskiej Imperium Rosyjskiego. W 1866 roku dobra własność Milewskich. W 1905 roku osada liczyła 59 mieszkańców, 76 dziesięcin; folwark liczył 70 mieszkańców, 672 dziesięcin, własność Milewskiego; pierwsza osada liczyła 2 mieszkańców, 2 dziesięciny, własność Milewskiego; druga osada liczyła 6 mieszkańców, 15 dziesięcin.
W latach 1921–1945 dwie osady leżały w Polsce, w województwie wileńskim, w powiecie oszmiańskim, w gminie Smorgonie.
W 1931:
- Cicin I w 2 domach zamieszkiwało 13 osób[3].
- Cicin II w 1 domu zamieszkiwało 8 osób[3].

Wierni należeli do parafii rzymskokatolickiej w Smorgoniach i miejscowej prawosławnej. Miejscowość podlegała pod Sąd Grodzki w Smorgoniach i Okręgowy w Wilnie; właściwy urząd pocztowy mieścił się w Smorgoniach.
Po II wojnie światowej w granicach Związku Sowieckiego. Od 1991 w niepodległej Białorusi.